# Uludağ Gazoz

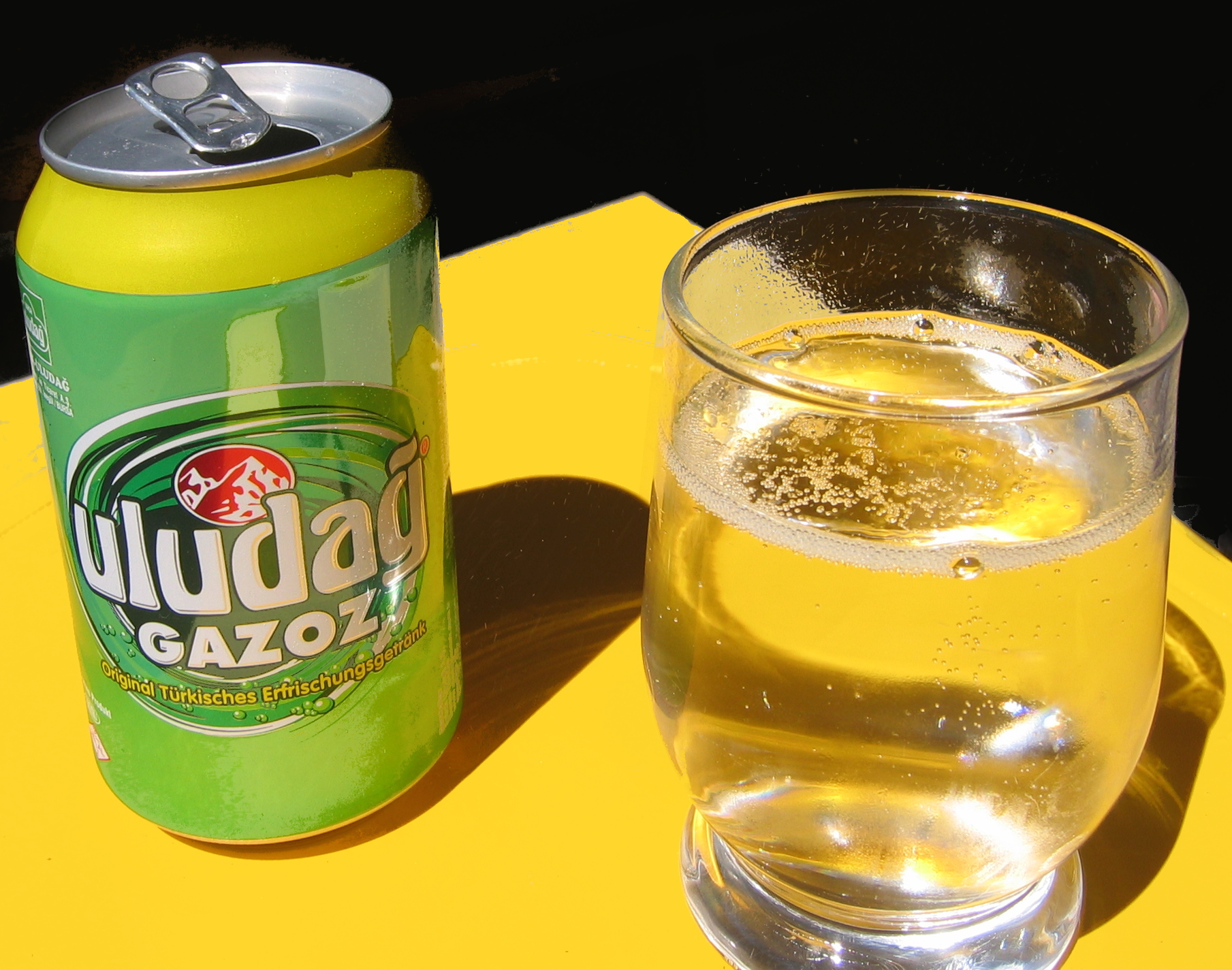
Uludağ Gazoz

Uludağ Gazoz (umgangssprachlich oft kurz Uludağ oder Gazoz genannt) ist ein Erfrischungsgetränk des türkischen Herstellers Erbak-Uludağ İçecek A.Ş. mit Sitz in Bursa. Die kohlensäurehaltigen Limonaden (Gazoz) sind auch in anderen Ländern bekannt, vor allem die grünen Flaschen und Dosen, die außer in türkischen Einzelhandelsgeschäften und Imbissen auch bei großen Lebensmitteleinzelhandelsketten angeboten werden.
Die Marke geht auf die Entwicklung des klassischen Uludağ Gazoz im Jahr 1930 zurück. Neben der klassischen Geschmacksrichtung (gemischter Fruchtgeschmack) wird unter anderem Uludağ Gazoz Orange, Zitrone (still), Granatapfel (still) wie auch Mandarine (still) gehandelt. Die Getränke werden in über 30 Länder der Welt exportiert (Stand 2018).
Der Hersteller Erbak-Uludağ İçecek A.Ş. erzielte im Jahr 2013 einen Umsatz von 200 Millionen US-Dollar.

## Namensgebung
Der Name steht für den Berg Uludağ im Westen der Türkei, von dem eine Zeichnung auf den Getränkeetiketten abgebildet ist. Früher wurde das Getränk ausschließlich mit Quellwasser dieses Berges hergestellt. Gazoz steht für eine türkeitypische Limonadensorte, von der Uludağ Gazoz nur eine Marke, wenngleich wohl die bekannteste ist. Das Wort Gazoz, angelehnt an das Französische gazeuse oder Englische gaseous,  bezeichnet in der türkischen Sprache aber auch allgemein mit Kohlensäure versetzte Limonaden jeglicher Art, die gesüßt sind.

## Geschmacksrichtungen

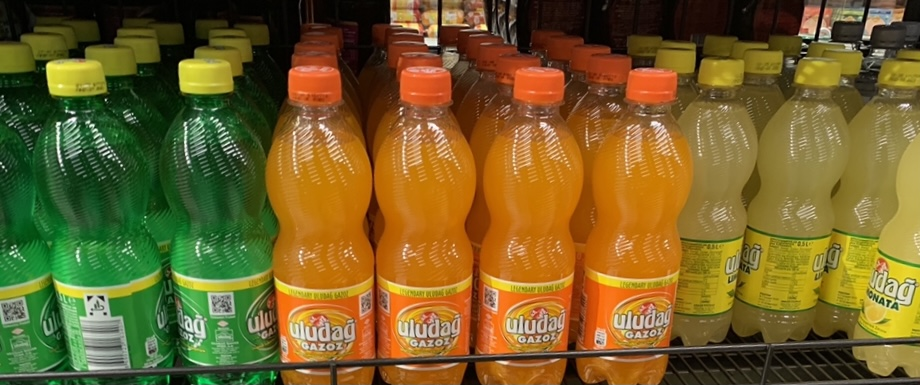
Uludağ-Gazoz-Sorten

Geschmacklich wird die hauptsächlich verkaufte Standardausführung oft mit Sprite oder 7 Up verglichen. Allerdings stellt die Standardausführung eine Limonade mit gemischtem Fruchtgeschmack dar (auf dem deutschen Etikett wird dies mit „Erfrischungsgetränk mit Fruchtgeschmack“ angegeben, was eine wörtliche Übersetzung der originalen türkischen Ausführung darstellt). Es gibt zusätzlich auch Limonaden mit Zitronengeschmack und Orangengeschmack. Der Geschmack von Uludağ Gazoz wird oft mit Kaugummi assoziiert, da das Aroma des Getränks Geschmacksnoten enthält, die dem Geschmack einiger populärer, aromatisierter Kaugummisorten stark ähneln.